# الكمرة والطوبة الخرسانية
الكمرة والطوبة الخرسانية هما طريقة بناء تشييد الأرضيات، وخاصة في الطوابق الأرضية فضلا عن المباني متعددة الطوابق. يتم تصنيعهم من الخرسانة المصبوبة، يوجد قطعة واحد منها وهي كمرة خرسانية مسبقة الإجهاد ويمكن قلبها على شكل حرف T أو عتب. أما القطعة الأخرى فتكون كتلةً مستطيلة بسيطة. يتم وضع الكتل علي مسافات منتظمة ويتم الربط بينهم لتشكل اتصال بين كل قسم كتلة. فإنها تعطي دعم للطبقة التالية من مواد الأرضيات.

## نبذة عامة
في بعض البلدان يشار إلي الكمرة والطوبة الخرسانية باسم الضلع والكتلة أو الكتلة والبلوك. تدمج بعض البلدان استخدام الدعامة المؤقتة لمدة 21 يومًا بينما تستخدم أنظمة الأضلاع والكتل الأخرى أنظمة غير مؤذية. الأنظمة التي يتم استخدام الدعائم فيها أشعة أخف بينما يسمح خط الدعم للدعم الهيكلي المتقاطع. أنظمة بروبلس استخدم أشعة T مقلوبة أثقل للتعويض عن استبعاد الدعائم.
يتم التصميم والاشراف في معبأة العتبات والكتل فوق الجدران الحاملة من قبل المهندس الإنشائي. هذا النظام متعدد الأغراض للغاية في تحقيق التصميمات المعقدة واستخدام العمالة غير الماهرة. أنها فعالة من حيث التكلفة وكذلك يسهل فهمها من قبل جميع المقاولين. يتم استخدام كتل البوليسترين لاستبدال الكتل المجوفة الخرسانية للألواح المعزولة خفيفة الوزن. هذا يبقي المباني أكثر دفئا في فصل الشتاء وأكثر برودة في الصيف. من وجهة نظر هيكلية، تساعد البلاطة الأخف عن طريق السماح للجدران الحاملة والمؤسسات بأخذ ضغط أقل.

## وصلات خارجية
- الكمرة والطوبة الخرسانية- تصاميم المباني.
- مسبقة الصنع / الخرسانية المعهد – والمعلومات عن الموارد وقبل ممثلون الخرسانية
- بعد التوتير المعهد - المعهد التقني الدولي المخصصة لمرحلة ما بعد التوتر ملموسا تمثل المجتمع المحلي من المهنيين والمؤسسات التجارية
- قبل ممثلون الكندية / الخرسانية المعهد – الموارد والمعلومات قبل ممثلون عن والخرسانية، ومعظمهم من المعلومات التقنية حول الخرسانية مسبقة الصنع في كندا